# Kenny Tete
Kenny Tete (Amsterdam, 9 ottobre 1995) è un calciatore olandese di origini mozambicane e indonesiane, difensore del Fulham.

## Caratteristiche tecniche
Prevalentemente impiegato da terzino destro, può giocare anche da terzino sinistro o all'occorrenza da difensore centrale. È dotato di buona velocità.

## Carriera

### Club
Prodotto del settore giovanile dell'Ajax, dal 2013 al 2015 gioca nella Eerste Divisie, seconda divisione olandese, con la seconda squadra. Fa il suo esordio in Eredivisie con la prima squadra dei lancieri il 5 febbraio 2015, in una sconfitta casalinga contro l'AZ Alkmaar.
Nel luglio 2017 passa al Lione Per 3 milioni di euro mettendo insieme 80 presenze e 1 gol in tutto in tre anni tra campionato e coppe.
Il 10 settembre 2020 si trasferisce al Fulham per 3,5 milioni di euro firmando con il club londinese un contratto quadriennale con opzione per il quinto anno.

### Nazionale
Ha giocato nelle nazionali giovanili olandesi Under-17, Under-19, Under-20 ed Under-21.
Debutta con la nazionale maggiore olandese il 10 ottobre 2015, giocando da titolare contro il Kazakistan in una partita valida per la qualificazione agli Europei 2016.

## Statistiche

### Presenze e reti nei club
Statistiche aggiornate al 28 novembre 2023
| Stagione               | Squadra                | Campionato             | Campionato | Campionato | Coppe nazionali | Coppe nazionali | Coppe nazionali | Coppe continentali | Coppe continentali | Coppe continentali | Altre coppe | Altre coppe | Altre coppe | Totale | Totale | Totale |
| Stagione               | Squadra                | Comp                   | Pres       | Reti       | Comp            | Pres            | Reti            | Comp               | Pres               | Reti               | Comp        | Pres        | Reti        | Pres   | Reti   |        |
| ---------------------- | ---------------------- | ---------------------- | ---------- | ---------- | --------------- | --------------- | --------------- | ------------------ | ------------------ | ------------------ | ----------- | ----------- | ----------- | ------ | ------ | ------ |
| 2013-2014              | Jong Ajax              | EE                     | 26         | 0          | -               | -               | -               | -                  | -                  | -                  | -           | -           | -           | 26     | 0      |        |
| 2014-2015              | Jong Ajax              | EE                     | 24         | 2          | -               | -               | -               | -                  | -                  | -                  | -           | -           | -           | 24     | 2      |        |
| 2015-2016              | Jong Ajax              | EE                     | 1          | 0          | -               | -               | -               | -                  | -                  | -                  | -           | -           | -           | 1      | 0      |        |
| 2016-2017              | Jong Ajax              | EE                     | 4          | 2          | -               | -               | -               | -                  | -                  | -                  | -           | -           | -           | 4      | 2      |        |
| Totale Jong Ajax       | Totale Jong Ajax       | Totale Jong Ajax       | 54         | 4          |                 | -               | -               |                    | -                  | -                  |             | -           | -           | 54     | 4      |        |
| 2018-2019              | Olympique Lione B      | CN                     | 2          | 0          | -               | -               | -               | -                  | -                  | -                  | -           | -           | -           | 2      | 0      |        |
| 2020-2021              | Fulham U21             | PL2                    | 1          | 0          | -               | -               | -               | -                  | -                  | -                  | -           | -           | -           | 1      | 0      |        |
| 2014-2015              | Ajax                   | ED                     | 5          | 0          | CO              | 0               | 0               | UCL+UEL            | 0+0                | 0                  | SO          | 0           | 0           | 5      | 0      |        |
| 2015-2016              | Ajax                   | ED                     | 21         | 0          | CO              | 1               | 0               | UCL+UEL            | 2+7                | 0                  |             | -           | -           | 31     | 0      |        |
| 2016-2017              | Ajax                   | ED                     | 5          | 0          | CO              | 3               | 0               | UCL+UEL            | 3+8                | 0+1                |             | -           | -           | 19     | 1      |        |
| Totale Ajax            | Totale Ajax            | Totale Ajax            | 31         | 0          |                 | 4               | 0               |                    | 20                 | 1                  |             | 0           | 0           | 55     | 1      |        |
| 2017-2018              | Olympique Lione        | L1                     | 22         | 1          | CF+CdL          | 4+1             | 0+0             | UEL                | 4                  | 0                  | -           | -           | -           | 31     | 1      |        |
| 2018-2019              | Olympique Lione        | L1                     | 13         | 0          | CF+CdL          | 2+2             | 0+0             | UCL                | 3                  | 0                  | -           | -           | -           | 21     | 0      |        |
| 2019-2020              | Olympique Lione        | L1                     | 18         | 0          | CF+CdL          | 3+2             | 0+0             | UCL                | 5                  | 0                  | -           | -           | -           | 28     | 0      |        |
| lug.-ago.2020          | Olympique Lione        | L1                     | 1          | 0          | CF              | 0               | 0               | -                  | -                  | -                  | -           | -           | -           | 1      | 0      |        |
| Totale Olympique Lione | Totale Olympique Lione | Totale Olympique Lione | 54         | 1          |                 | 14              | 0               |                    | 12                 | 0                  |             | -           | -           | 81     | 1      |        |
| set. 2020-2021         | Fulham                 | PL                     | 22         | 0          | FACup+CdL       | 1+1             | 0+0             | -                  | -                  | -                  | -           | -           | -           | 24     | 0      |        |
| 2021-2022              | Fulham                 | FLC                    | 20         | 2          | FACup+CdL       | 0+0             | 0+0             | -                  | -                  | -                  | -           | -           | -           | 20     | 2      |        |
| 2022-2023              | Fulham                 | PL                     | 31         | 1          | FACup+CdL       | 5+0             | 0+0             | -                  | -                  | -                  | -           | -           | -           | 36     | 1      |        |
| 2023-2024              | Fulham                 | PL                     | 5          | 0          | FACup+CdL       | 0+1             | 0+0             | -                  | -                  | -                  | -           | -           | -           | 6      | 0      |        |
| Totale Fulham          | Totale Fulham          | Totale Fulham          | 78         | 3          |                 | 8               | 0               |                    | -                  | -                  |             | -           | -           | 86     | 3      |        |
| Totale Carriera        | Totale Carriera        | Totale Carriera        | 220        | 8          |                 | 26              | 0               |                    | 32                 | 1                  |             | 0           | 0           | 278    | 9      |        |

### Cronologia presenze e reti in nazionale
| Cronologia completa delle presenze e delle reti in nazionale ― Paesi Bassi | Cronologia completa delle presenze e delle reti in nazionale ― Paesi Bassi | Cronologia completa delle presenze e delle reti in nazionale ― Paesi Bassi | Cronologia completa delle presenze e delle reti in nazionale ― Paesi Bassi | Cronologia completa delle presenze e delle reti in nazionale ― Paesi Bassi | Cronologia completa delle presenze e delle reti in nazionale ― Paesi Bassi | Cronologia completa delle presenze e delle reti in nazionale ― Paesi Bassi | Cronologia completa delle presenze e delle reti in nazionale ― Paesi Bassi |
| Data                                                                       | Città                                                                      | In casa                                                                    | Risultato                                                                  | Ospiti                                                                     | Competizione                                                               | Reti                                                                       | Note                                                                       |
| -------------------------------------------------------------------------- | -------------------------------------------------------------------------- | -------------------------------------------------------------------------- | -------------------------------------------------------------------------- | -------------------------------------------------------------------------- | -------------------------------------------------------------------------- | -------------------------------------------------------------------------- | -------------------------------------------------------------------------- |
| 10-10-2015                                                                 | Astana                                                                     | Kazakistan                                                                 | 1 – 2                                                                      | Paesi Bassi                                                                | Qual. Euro 2016                                                            | -                                                                          |                                                                            |
| 13-10-2015                                                                 | Amsterdam                                                                  | Paesi Bassi                                                                | 2 – 3                                                                      | Rep. Ceca                                                                  | Qual. Euro 2016                                                            | -                                                                          |                                                                            |
| 1-6-2016                                                                   | Danzica                                                                    | Polonia                                                                    | 1 – 2                                                                      | Paesi Bassi                                                                | Amichevole                                                                 | -                                                                          |                                                                            |
| 4-6-2016                                                                   | Vienna                                                                     | Austria                                                                    | 0 – 2                                                                      | Paesi Bassi                                                                | Amichevole                                                                 | -                                                                          | 86’                                                                        |
| 28-3-2017                                                                  | Amsterdam                                                                  | Paesi Bassi                                                                | 1 – 2                                                                      | Italia                                                                     | Amichevole                                                                 | -                                                                          |                                                                            |
| 4-6-2017                                                                   | Rotterdam                                                                  | Paesi Bassi                                                                | 5 – 0                                                                      | Costa d'Avorio                                                             | Amichevole                                                                 | -                                                                          |                                                                            |
| 3-9-2017                                                                   | Amsterdam                                                                  | Paesi Bassi                                                                | 3 – 1                                                                      | Bulgaria                                                                   | Qual. Mondiali 2018                                                        | -                                                                          |                                                                            |
| 10-10-2017                                                                 | Amsterdam                                                                  | Paesi Bassi                                                                | 2 – 0                                                                      | Svezia                                                                     | Qual. Mondiali 2018                                                        | -                                                                          | 71’                                                                        |
| 26-3-2018                                                                  | Ginevra                                                                    | Portogallo                                                                 | 0 – 3                                                                      | Paesi Bassi                                                                | Amichevole                                                                 | -                                                                          | 56’ 78’                                                                    |
| 6-9-2018                                                                   | Amsterdam                                                                  | Paesi Bassi                                                                | 2 – 1                                                                      | Perù                                                                       | Amichevole                                                                 | -                                                                          | 72’                                                                        |
| 9-9-2018                                                                   | Parigi                                                                     | Francia                                                                    | 2 – 1                                                                      | Paesi Bassi                                                                | UEFA Nations League 2018-2019 - 1º turno                                   | -                                                                          | 82’                                                                        |
| 19-11-2018                                                                 | Gelsenkirchen                                                              | Germania                                                                   | 2 – 2                                                                      | Paesi Bassi                                                                | UEFA Nations League 2018-2019 - 1º turno                                   | -                                                                          |                                                                            |
| 21-3-2019                                                                  | Rotterdam                                                                  | Paesi Bassi                                                                | 4 – 0                                                                      | Bielorussia                                                                | Qual. Euro 2020                                                            | -                                                                          | 68’                                                                        |
| 24-3-2021                                                                  | Istanbul                                                                   | Turchia                                                                    | 4 – 2                                                                      | Paesi Bassi                                                                | Qual. Mondiali 2022                                                        | -                                                                          | 69’                                                                        |
| Totale                                                                     |                                                                            | Presenze                                                                   | 14                                                                         |                                                                            | Reti                                                                       | 0                                                                          |                                                                            |

## Palmarès

### Club

#### Competizioni nazionali
- Campionato olandese: 1

Ajax: 2013-2014
- Campionato inglese di seconda divisione: 1

Fulham: 2021-2022